# Chiesa di San Michele (Carrara)
La chiesa di San Michele è un edificio di culto cattolico situato nella frazione carrarese di Gragnana, in provincia di Massa-Carrara.

## Storia e descrizione
Venne eretta nel 1792 e ultimata verso la metà del 1800, sulle basi di un preesistente edificio costruito nel 1450, data della pace avvenuta l'8 maggio, giorno di san Michele, tra carraresi e sarzanesi. La facciata, a due ordini con quattro pilastri e capitelli dorici nella parte inferiore, presenta un pregevole portale sormontato da un timpano recante l'iscrizione: MDCCCX Ecclesiam Tuam Domine, in aeternum conserva et ab ea cunctam repelle nequitiam. Il portale faceva parte della facciata dell'antica collegiata di San Pietro di Massa, fatto demolire da Elisa Bonaparte Baciocchi nel 1807.